# Calanthe arcuata
Calanthe arcuata är en orkidéart som beskrevs av Robert Allen Rolfe. Calanthe arcuata ingår i släktet Calanthe och familjen orkidéer. Inga underarter finns listade i Catalogue of Life.